# Ensemble du château de Mir
Pour les articles homonymes, voir Mir.
Le château de Mir (biélorusse : Мі́рскі за́мак) est un site inscrit depuis 2000 sur la liste du patrimoine mondial de l'Unesco, situé en Biélorussie à proximité de Mir. Il s'agit à la fois d'une forteresse et d'une résidence dont l'origine remonte au XVe siècle. Érigé suivant les styles gothique, baroque et renaissance, le château était la propriété de la puissante maison aristocratique des Radziwiłł.

## Situation
Le village de Mir se situe en voblast de Hrodna à 120 kilomètres au sud de Minsk, la capitale de la Biélorussie, située géographiquement au centre du pays. Le château de Mir se trouve à proximité du château de Niasvij, un autre ensemble inscrit sur les listes du patrimoine mondial par l'Unesco et qui a également été propriété de la famille Radziwiłł.

## Histoire
La construction du château réalisé pour le duc Iouri Ivanovitch Ilinitch (pl) dans le style de l'architecture gothique remonte à la fin du XVe siècle. Vers 1568, le château de Mir passe aux mains du prince Radziwiłł, qui en achève la construction dans le style Renaissance. Un palais est construit le long des murailles nord et est du château. Les façades sont ornées de porches et de balcons.

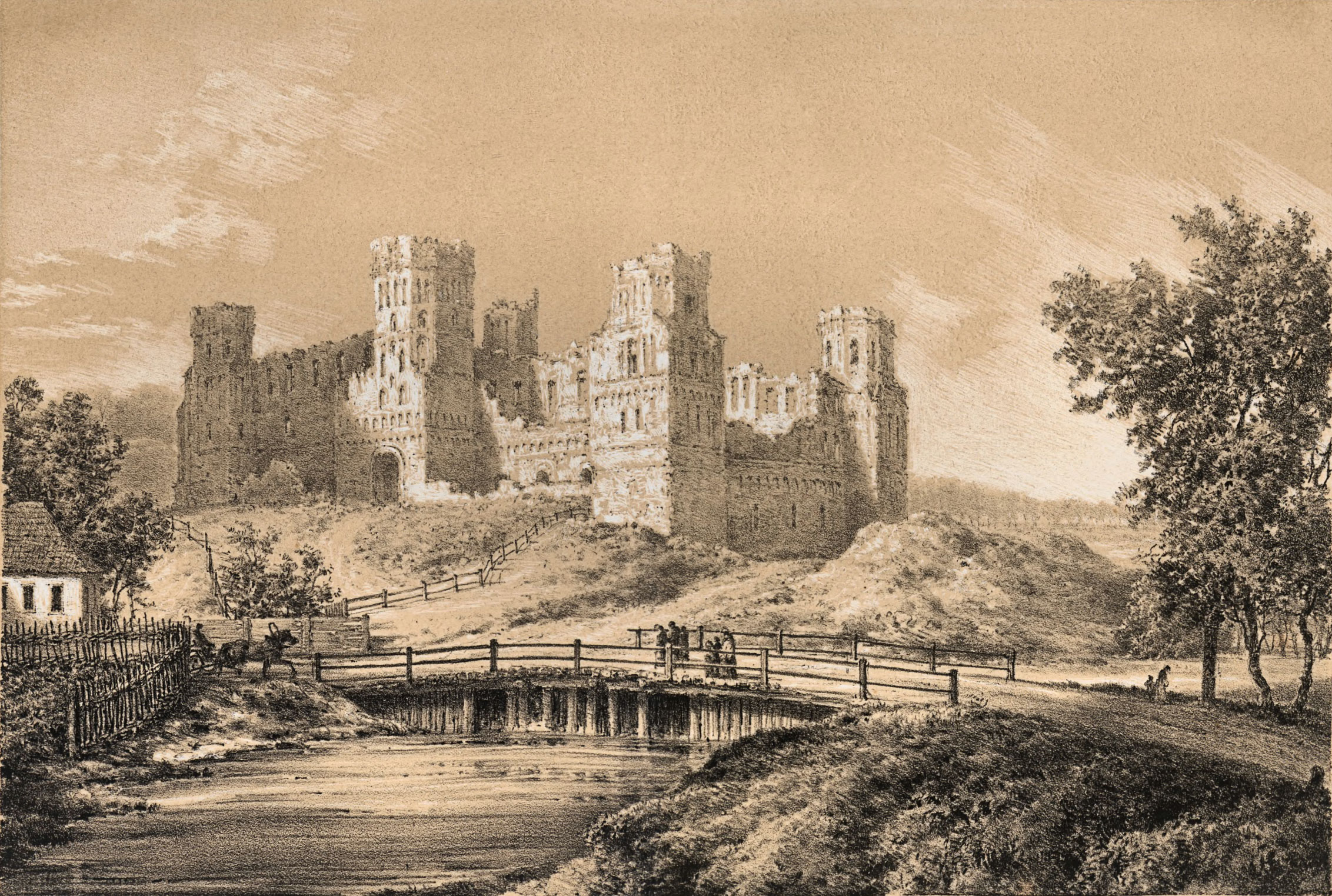
Dessin de Napoleon Orda, en 1876

Après avoir été abandonné pendant plus d'un siècle, et avoir subi de nombreux dommages au cours de la période napoléonienne, notamment lors de la bataille de Mir en 1812 qui voit la défaite de Jérôme Bonaparte, le château est restauré au cours du XIXe siècle. 
En 1895 le château passe à Nikolaï Sviatopolk-Mirski (en), armoiries Białynia (en). Son fils Mikhaïl Sviatopolk-Mirski entame la reconstruction du château selon les plans de l'architecte Teodor Bursche (pl). Différents éléments baroques sont alors ajoutés à la décoration et les terrains environnants sont aménagés en parc. La famille Sviatopolk-Mirski conserve le château jusqu'en 1939, quand éclate la Seconde Guerre mondiale.
Lors de l'invasion de l'URSS par les troupes allemandes en juin 1941, ces dernières occupent le château et le convertissent en un centre d'internement de la population juive locale, avant sa déportation vers les camps. Devenu  la propriété de la république socialiste soviétique de Biélorussie après la guerre,le château est divisé en logements jusqu'en 1956, causant la disparition de la plupart des aménagements intérieurs. Restauré à partir de 1980, il est placé sous la tutelle du musée national des arts de la république de Biélorussie en 1987. Inscrit au patrimoine mondial par l'Unesco en 2000, il fait l'objet d'une vaste campagne de restauration et d'aménagement. Depuis 2011, il possède le statut de musée indépendant.
Son aspect actuel témoigne de l'histoire mouvementée de cette région et de la Biélorussie elle-même située aux confins des territoires des puissances qui l'ont dominée dans le passé : la Russie, la Suède, la Lituanie, la Pologne, la Prusse, l'Allemagne et l'URSS jusqu'à la disparition de cette dernière en 1991.